# Abdulrahman Al-Jassim
Abdulrahman Ibrahim Al-Jassim, född 14 oktober 1987, är en qatarisk fotbollsdomare.

## Karriär
Al-Jassim har dömt fotbollsmatcher sedan 2007 och har varit Fifa-domare sedan 2013. Han har dömt U17-VM 2015 och U20-VM 2017 samt varit VAR-domare i klubblags-VM 2017.
I april 2018 valdes Al-Jassim av Fifa som en av 13 VAR-domare till fotbolls-VM 2018. Han var den enda VAR-domaren från den asiatiska fotbollskonfederationen. Al-Jassim hade dessförinnan varit VAR-domare i sitt hemland i både Qatar Cup och Emir of Qatar Cup. 
Vid asiatiska mästerskapet 2019 dömde Al-Jassim fyra matcher, varav två i slutspelet. I juni 2019 blev han utsedd till domare i Concacaf Gold Cup 2019 som en del av ett utbytesprogram för domare mellan Concacaf och AFC. Samma år dömde Al-Jassim finalen i klubblags-VM mellan Liverpool och Flamengo. Ytterligare en final han dömde var i AFC Champions League 2020 mellan Persepolis Teheran och Ulsan Hyundai.
I maj 2022 meddelade Fifa att Al-Jassim valts som en av 36 huvuddomare till VM 2022 i sitt hemland Qatar.

## Mästerskapsmatcher
U17-VM 2015 i Chile
| Datum           | Match             | Spelort           | Omgång     |
| --------------- | ----------------- | ----------------- | ---------- |
| 17 oktober 2015 | Chile – Kroatien  | Santiago de Chile | Gruppspel  |
| 24 oktober 2015 | Ecuador – Belgien | Chillán           | Gruppspel  |
| 8 november 2015 | Belgien – Mexiko  | Viña del Mar      | Bronsmatch |

U20-VM 2017 i Sydkorea
| Datum       | Match                 | Spelort  | Omgång         |
| ----------- | --------------------- | -------- | -------------- |
| 24 maj 2017 | Costa Rica – Portugal | Seogwipo | Gruppspel      |
| 1 juni 2017 | USA – Nya Zeeland     | Incheon  | Åttondelsfinal |

Asiatiska mästerskapet 2019 i Förenade Arabemiraten
| Datum           | Match                   | Spelort   | Omgång         |
| --------------- | ----------------------- | --------- | -------------- |
| 8 januari 2019  | Irak – Vietnam          | Abu Dhabi | Gruppspel      |
| 16 januari 2019 | Sydkorea – Kina         | Abu Dhabi | Gruppspel      |
| 21 januari 2019 | Australien – Uzbekistan | al-Ayn    | Åttondelsfinal |
| 24 januari 2019 | Kina – Iran             | Abu Dhabi | Kvartsfinal    |

Concacaf Gold Cup 2019 i USA
| Datum        | Match             | Spelort     | Omgång    |
| ------------ | ----------------- | ----------- | --------- |
| 19 juni 2019 | Kuba – Martinique | Denver      | Gruppspel |
| 26 juni 2019 | Panama – USA      | Kansas City | Gruppspel |
| 2 juli 2019  | Haiti – Mexiko    | Glendale    | Semifinal |

VM 2022 i Qatar
| Datum            | Match       | Spelort   | Omgång    |
| ---------------- | ----------- | --------- | --------- |
| 21 november 2022 | USA – Wales | al-Rayyan | Gruppspel |